# Callopizoma malgassica
Callopizoma malgassica är en fjärilsart som beskrevs av Sir George Hamilton Kenrick 1914. Callopizoma malgassica ingår i släktet Callopizoma och familjen ädelspinnare. Inga underarter finns listade i Catalogue of Life.